# Battaglia di Providien
La battaglia di Providien fu la seconda, di una serie di battaglie navali, combattute tra la flotta britannica, capitanata da Edward Hughes, e la flotta francese, capitanata da Pierre André de Suffren de Saint Tropez, durante la rivoluzione americana. La battaglia venne combattuta il 12 aprile 1782 al largo delle coste indiane del golfo del Bengala.